# Moscheea lui Lotfollah
Moscheea lui Lotfollah este o moschee din orașul Isfahan, din Iran. Ea este una dintre cele mai cunoscute moschei din oraș și una dintre cele mai celebre din țară.

## Istorie și arhitectură
Moscheea a fost construită între anii 1603-1619 de către arhitectul-șef Mahomed Reza ibn Hussein, cunoscut și sub numele de Shaykh Bahai. Ordinul de construcție a venit din parte șahului Abbas I cel Mare ce a dedicato șeicului Lotfollah, de unde și numele moscheii. 
Șeicul Lotfollah era un mare învățat al islamului șiit venit tocmai din Liban la invitația lui Abbas I pentru a ține predici în oraș. Moscheea sa era destinată doar familiei regale, de aceea are dimensiuni reduse și nu are minarete, spre deosebire de Moscheea Shah, construită cam în aceiași perioadă, ce era destinată întregului oraș.
Moscheea lui Lotfollah este o operă de artă inestimabilă. Portalul de la intrarea ei este acoperit de un decor de stalactite acoperite cu mozaicuri de faianță, iar domul, ce are un diametru de 13 metri, este decorat cu picturi și caligrafi islamice albe și auri.

## Galerie de imagini

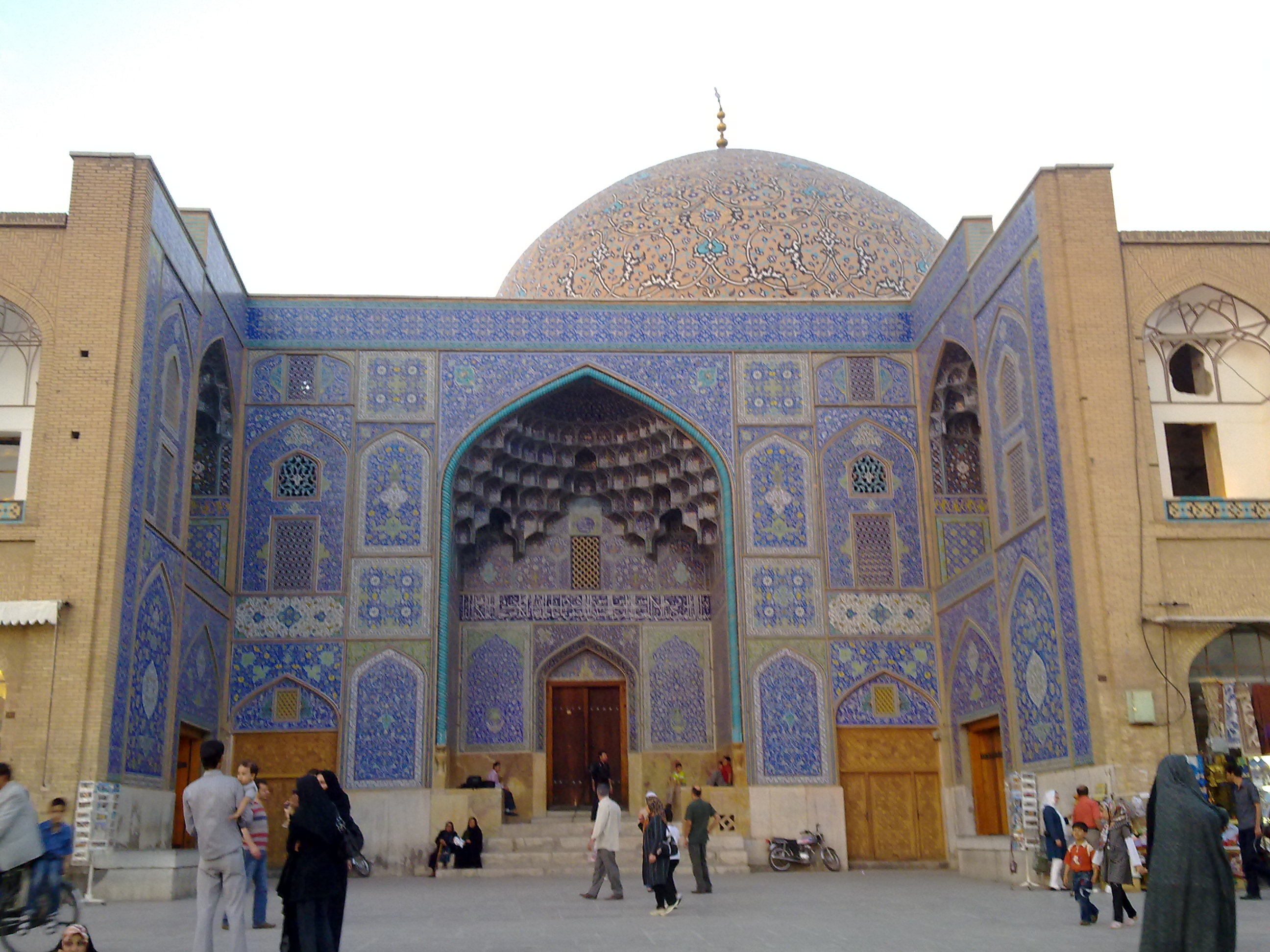
Portalul de la intrare.
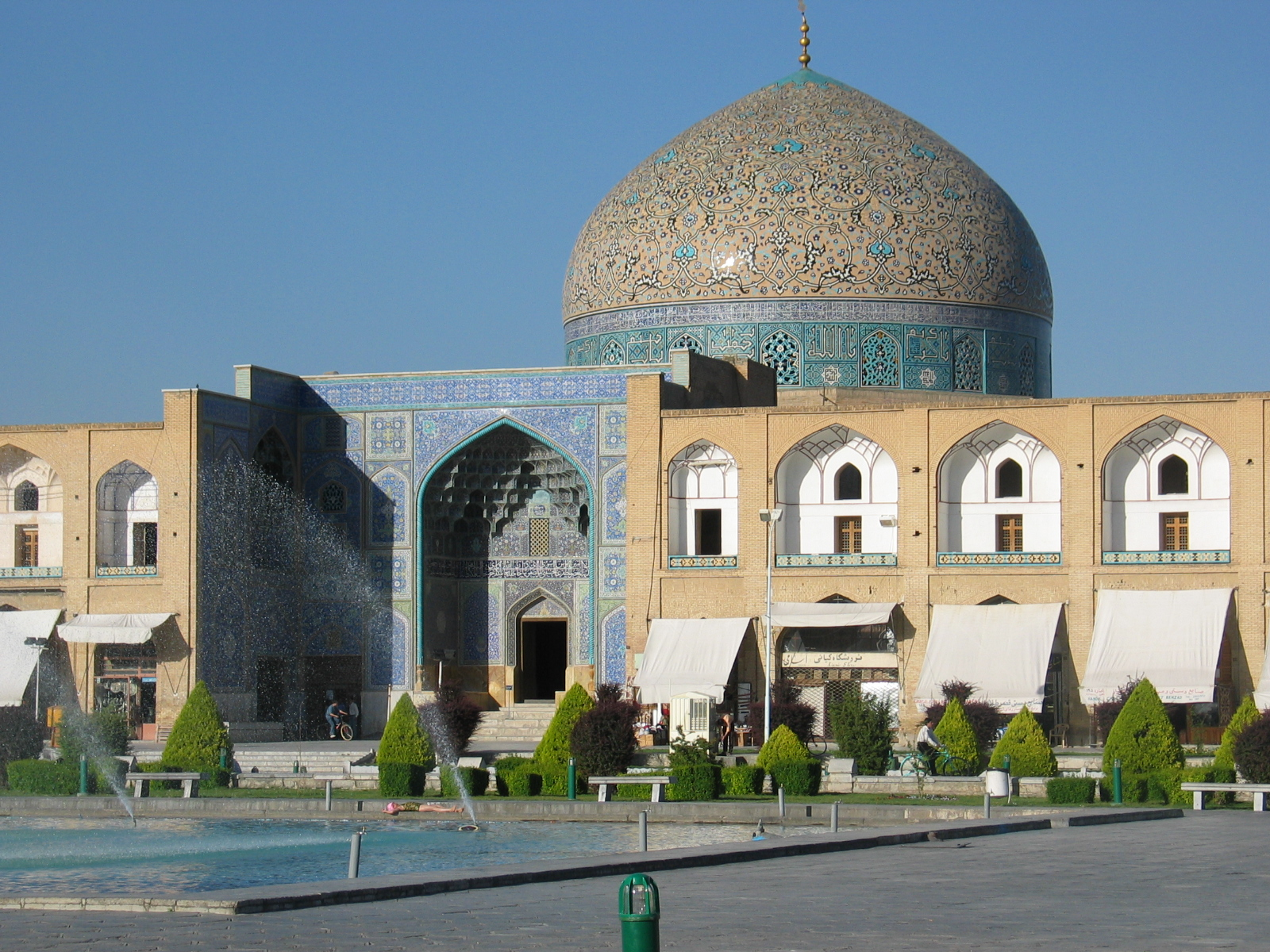
Domul.
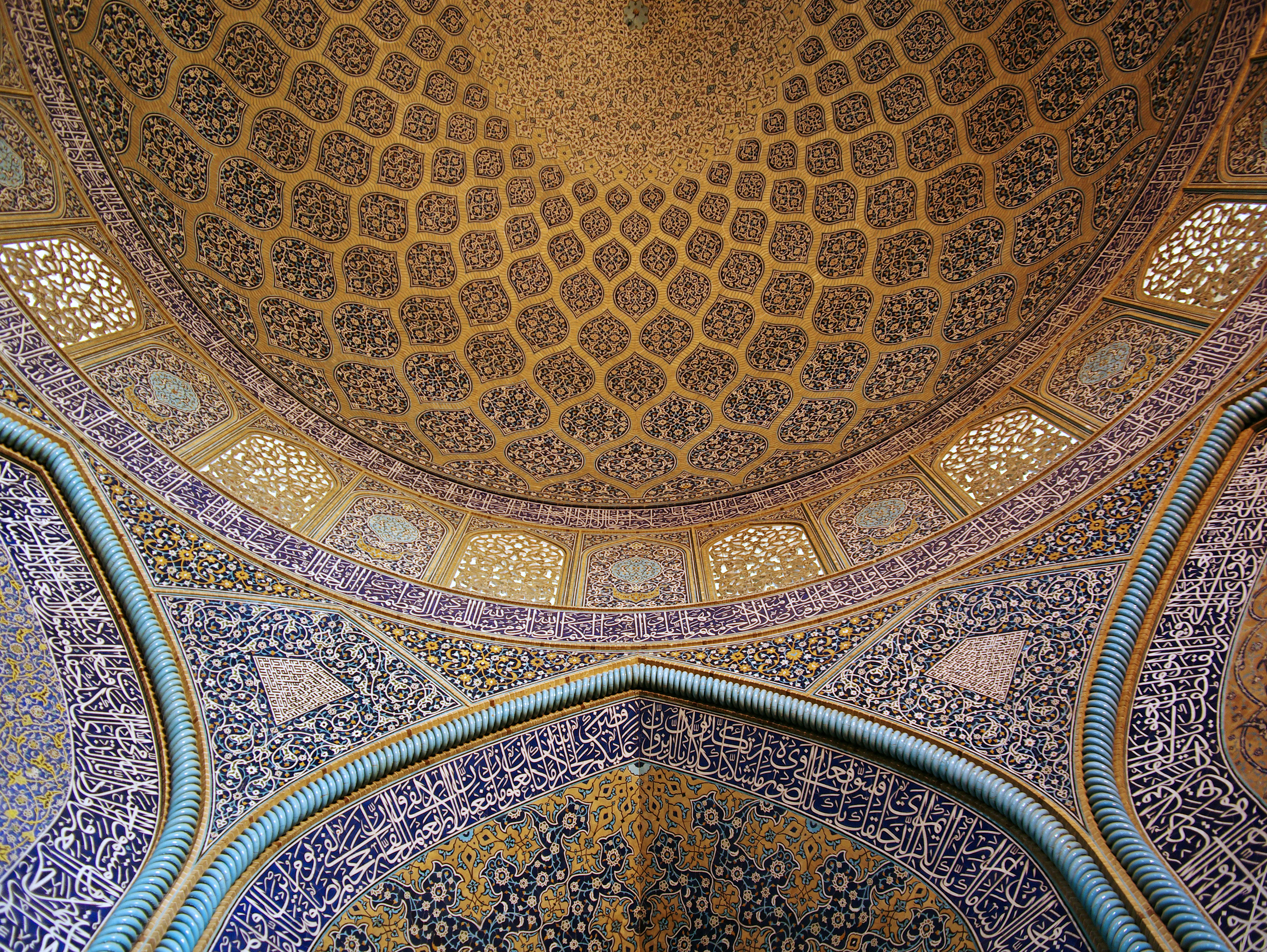
Interior din moschee

## Legături externe
- en The Mosque Sheikh Lotfollah Arhivat în 5 august 2015, la Wayback Machine.  Film documentar regizat de Manouchehr Tayyab (15 min)
- en Moscheea lui Lotfollah, Isfahan Capodoperă a arhitecturii islamice
- Imagine